# فيليب نورمان
فيليب نورمان (9 يوليو 1842 في المملكة المتحدة - 17 مايو 1931 بلندن في الإمبراطورية الرومانية) (بالإنجليزية: Philip Norman)‏ هو رسام ولاعب كريكت بريطاني وبريطاني (وحمل سابقاً جنسية المملكة المتحدة لبريطانيا العظمى وأيرلندا).